# Dream (Steve Jolliffe)
Dream is een studioalbum van Steve Jolliffe. Jolliffe had bij het verschijnen van het album al jaren geen platencontract meer. Hij bracht de cd-r uit in eigen beheer en voorzag de platenhoes van een aquarel van hem zelf. Hij legde zich de jaren voor het verschijnen van dit album meer toe op schilderkunst. De muziek bestaat uit elektronische muziek richting ambient.

## Musici
- Steve Jolliffe – alle muziekinstrumenten, elektronica

## Muziek
| Nr. | Titel | Duur  |
| --- | ----- | ----- |
| 1.  | Dream | 46:18 |